# شهرستان بیسترینسکی
شهرستان بیسترینسکی (به لاتین: Bystrinsky District) یک شهرستان در روسیه است که در سرزمین کامچاتکا واقع شده‌است.